# Interlink Airlines
Interlink Airlines — колишня південноафриканська авіакомпанія зі штаб-квартирою в Йоганнесбурзі (ПАР), яка працювала на ринку регулярних та чартерних пасажирських перевезень по всьому африканському континенту, а також забезпечувала перевезення VIP-персон і бригад швидкої медичної допомоги (санітарна авіація). Розформована в січні 2010 року.
Портом приписки авіакомпанії і її головним транзитним вузлом (хабом) був Міжнародний аеропорт імені О. Р. Тамбо в Йоганнесбурзі.

## Історія
Авіакомпанія Interlink Airlines була заснована в 1997 року і початку операційну діяльність в кінці того ж року. Маршрутна мережа перевізника поширювалася на аеропорти ПАР, Бурунді (Бужумбура) і Саудівської Аравії (Джидда). Компанія активно займалася чартерними перевезеннями на замовлення туристичних агентств, комерційних підприємств, а також працювала в області санітарної авіації за договорами з урядовими структурами.

## Маршрутна мережа
У жовтні 2009 року маршрутна мережа регулярних пасажирських перевезень авіакомпанії Interlink Airlines включала в себе наступні пункти призначення:
Внутрішні
- Кейптаун
- Дурбан
- Йоганнесбург
- Національний парк Крюгер
- Преторія (Аеропорт Уандербум)

Міжнародні
- Бужумбура
- Джидда

## Флот
Станом на 16 серпня 2009 року повітряний флот авіакомпанії Interlink Airlines складали наступні літаки:
- 4 Boeing 737-200 (лізинг з авіакомпанії Safair)

У серпні 2009 року середній вік повітряних суден перевізника становив 24,9 років .